# Konin Marantów
Konin Marantów – nieczynny przystanek kolejowy kolei normalnotorowej w Koninie, w dzielnicy Marantów. Położony był przy czynnej dla ruchu osobowego w latach 1974–1995 linii nr 388 do Kazimierza Biskupiego.